# Nico Elvedi
Nico Elvedi (Zürich, 1996. szeptember 30. –) svájci válogatott labdarúgó, a német Borussia Mönchengladbach hátvédje.

## Pályafutása

### Klubcsapatokban
Elvedi Zürichben született. A Greifensee és FC Zürich utánpótlás csapataiban nevelkedett. A felnőtt csapatban 2014. május 15-én mutatkozott be a Svájci Super Leagueben. A FC Lausanne-Sport csapata elleni idegenbeli mérkőzésen végig a pályán volt, melyet végül csapata 1–0-ra megnyert.
2015-ben 4 millió euró ellenében a Borussia Mönchengladbach csapatához igazolt. Az első gólját új csapatában 2017. augusztus 20-án az 1. FC Köln csapata elleni 1–0-ra megnyert mérkőzésen szerezte meg.

### A válogatottban
Több utánpótlás válogatottban is játszott. 
2016. május 28-án mutatkozott be a felnőtt válogatottban a Belgium elleni 2–1-re elveszített barátságos mérkőzésen.
Bekerült Svájc a 2018-as világbajnokságra utazó 23 fős keretébe.
2019 májusában játszott a 2018–2019-es UEFA Nemzetek Ligája elődöntőjében ahol végül a 4. helyen végzett Svájc.
2021 májusában bekerült svájci 26 fős 2020-as Európa-bajnokság keretébe. Június 12-én a Wales elleni Eb csoport mérkőzésen végig a pályán volt, a mérkőzés végül 1–1-es döntetlennel ért véget. 2024. június 7-én bekerült Murat Yakın szövetségi kapitány 26 fős keretébe, akik utaznak az Európa-bajnokságra.

## Magánélete
Ikertestvére, Jan szintén labdarúgó.

## Statisztikái

### Klubcsapatokban
Legutóbb frissítve:2021 május 22-én lett.
| Klub                     | Idény          | Liga                | Liga            | Liga  | Nemzeti kupa    | Nemzeti kupa | Nemzetközi kupa | Nemzetközi kupa | Összesen        | Összesen |
| Klub                     | Idény          | Bajnokság           | Pályára lépései | Gólok | Pályára lépései | Gólok        | Pályára lépései | Gólok           | Pályára lépései | Gólok    |
| ------------------------ | -------------- | ------------------- | --------------- | ----- | --------------- | ------------ | --------------- | --------------- | --------------- | -------- |
| Zürich                   | 2013–14        | Svájci Super League | 2               | 0     | —               | —            | —               | —               | 2               | 0        |
| Zürich                   | 2014–15        | Svájci Super League | 16              | 1     | 3               | 0            | 5               | 0               | 24              | 1        |
| Zürich                   | Összesen       | Összesen            | 18              | 1     | 3               | 0            | 5               | 0               | 26              | 1        |
| Borussia Mönchengladbach | 2015–16        | Bundesliga          | 21              | 0     | 1               | 0            | 2               | 0               | 24              | 0        |
| Borussia Mönchengladbach | 2016–17        | Bundesliga          | 25              | 0     | 2               | 0            | 8               | 0               | 35              | 0        |
| Borussia Mönchengladbach | 2017–18        | Bundesliga          | 33              | 2     | 3               | 0            | —               | —               | 36              | 2        |
| Borussia Mönchengladbach | 2018–19        | Bundesliga          | 30              | 2     | 1               | 0            | —               | —               | 31              | 2        |
| Borussia Mönchengladbach | 2019–20        | Bundesliga          | 32              | 1     | 2               | 0            | 5               | 0               | 39              | 1        |
| Borussia Mönchengladbach | 2020–21        | Bundesliga          | 29              | 3     | 4               | 1            | 7               | 1               | 40              | 5        |
| Borussia Mönchengladbach | Összesen       | Összesen            | 170             | 8     | 13              | 1            | 22              | 1               | 205             | 10       |
| Teljes karrier           | Teljes karrier | Teljes karrier      | 188             | 9     | 16              | 1            | 27              | 1               | 231             | 11       |

### A válogatottban
| Válogatott | Év       | Pályára lépés | Gól |
| ---------- | -------- | ------------- | --- |
| Svájc      | 2016     | 3             | 0   |
| Svájc      | 2017     | 1             | 0   |
| Svájc      | 2018     | 5             | 1   |
| Svájc      | 2019     | 8             | 0   |
| Svájc      | 2020     | 5             | 0   |
| Svájc      | 2021     | 13            | 0   |
| Svájc      | 2022     | 8             | 0   |
| Svájc      | 2023     | 4             | 0   |
| Összesen   | Összesen | 47            | 1   |

#### Góljai a válogatottban
| # | Időpont            | Helyszín                     | Ellenfél | Gólok | Eredmény | Kiírás                                     |
| - | ------------------ | ---------------------------- | -------- | ----- | -------- | ------------------------------------------ |
| 1 | 2018. november 18. | Swissporarena, Luzern, Svájc | Belgium  | 4–2   | 5–2      | 2018–2019-es UEFA Nemzetek Ligája (A liga) |